# Igreja Protestante na Indonésia
A Igreja Protestante na Indonésia - IPI - ( em indonésio: Gereja Protestan di Indonesia ) é a uma denominação protestante da Indonésia, formada em 1835, pela fusão de igrejas de origem reformada continental e luterana.

## História

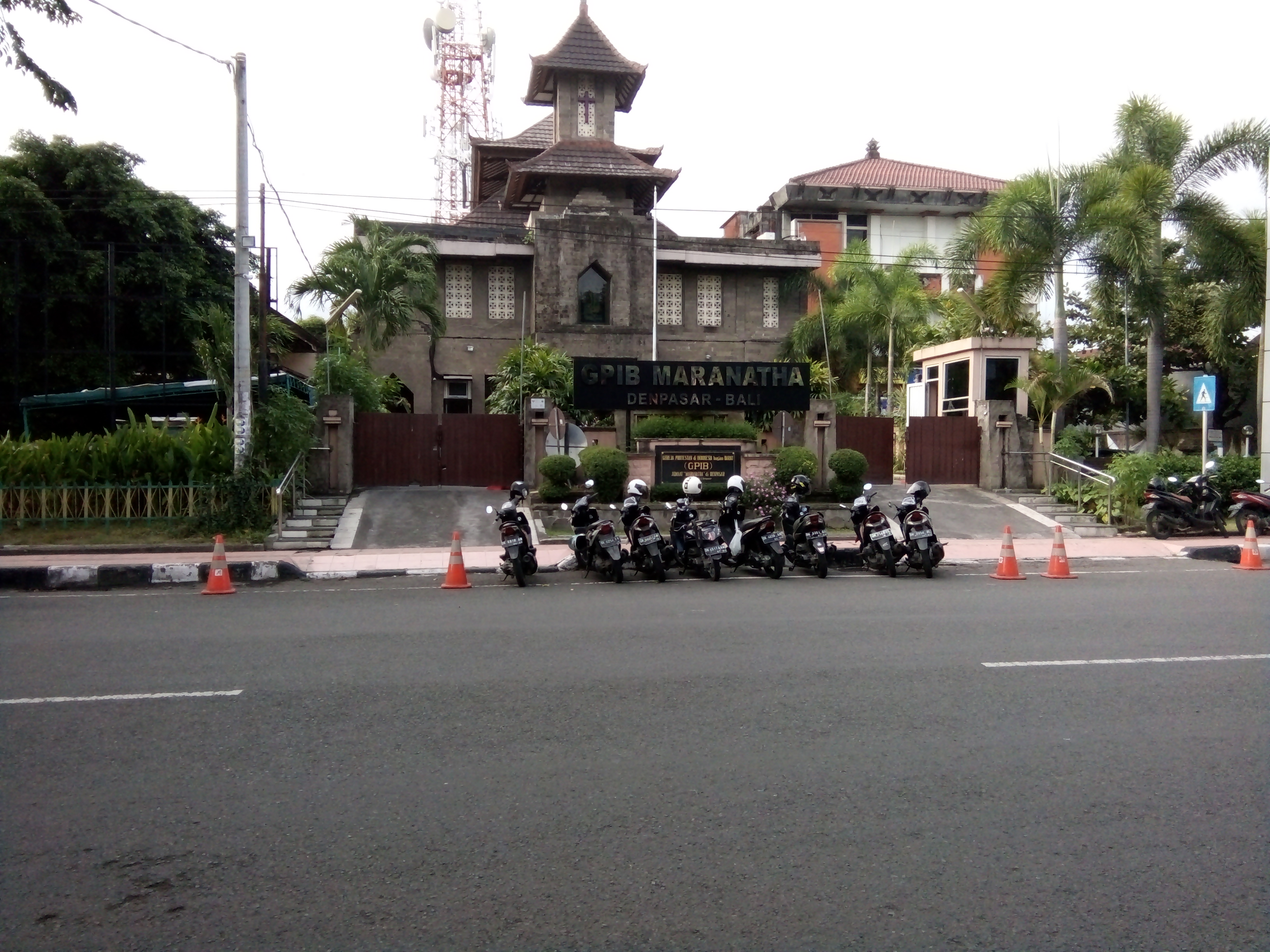
Igreja Protestante da Indonésia em Bali.

Em 1835, congregações calvinistas e luteranas se uniram em Batávia (Jacarta) para se tornar a Igreja Protestante nas Índias Orientais Holandesas. Em 1937 a denominação foi reconhecida pelo governo colonial holandês e tornou-se a igreja estatal durante o período colonial.
Após a independência da Indonésia, passou a se chamar Igreja Protestante na Indonésia.
As igrejas luteranas se separaram da organização nos anos seguintes, de forma que a denominação permaneceu apenas na tradição reformada.

## Estrutura
A denominação é formada por 12 igrejas autônomas, com alto grau de autonomia. São elas:
| Denominação                                        | Congregações | Membros   | Ano       |
| -------------------------------------------------- | ------------ | --------- | --------- |
| Igreja Evangélica Protestante em Timor             | 634          | 1.145.226 | 2023      |
| Igreja Evangélica Cristã em Minahasa               | 1.060        | 830.107   | 2023      |
| Igreja Protestante na Indonésia Ocidental          | 351          | 750.000   | 2021      |
| Igreja Protestante nas Molucas                     | 761          | 575.405   | 2019      |
| Igreja Protestante da Papua Indonésia              | 630          | 250.000   | 2023      |
| Igreja Evangélica Cristã Talaud                    | 123          | 79.809    | 2023      |
| Igreja Protestante da Indonésia Baggai Kepulawan   | 157          | 45.980    | 2023      |
| Igreja Protestante da Indonésia Donggala           | 169          | 40.125    | 2012      |
| Igreja Protestante Indonésia na Buol Toli-Toli     | 251          | 23.374    | 2023      |
| Igreja Cristã Luwuk Banggai                        | 76           | 15.009    | 2023      |
| Igreja Protestante da Indonésia em Gorontalo       | 168          | 10.302    | 2023      |
| Igreja Cristã Ecumênica da Indonésia na Califórnia | -            | 188       | 2006      |
| Total                                              | 4.373        | 3.766.078 | 2012-2025 |

## Relações intereclesiásticas
A IPI é membro da Comunhão das Igrejas na Indonésia, Conselho Mundial de Igrejas e Comunhão Mundial das Igrejas Reformadas.